# Ciclones tropicais e mudanças climáticas

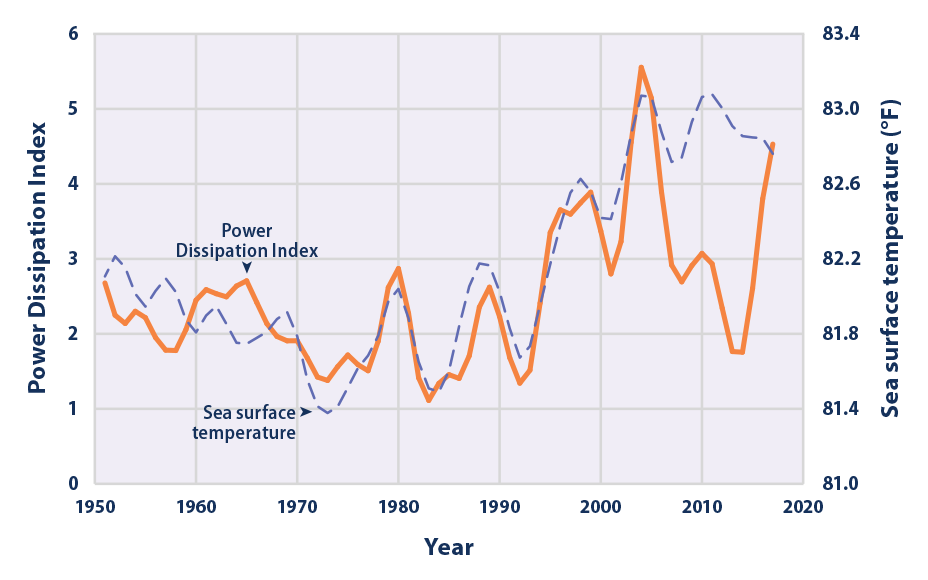
Atividade de ciclones tropicais do Atlântico Norte de acordo com o Índice de Dissipação de Energia, 1949-2015. A temperatura da superfície do mar foi plotada junto com o PDI para mostrar como eles se comparam. As linhas foram suavizadas usando uma média ponderada de cinco anos, plotada no meio do ano.

A mudança climática afeta os ciclones tropicais de várias maneiras: uma intensificação da precipitação e da velocidade do vento, um aumento na frequência de tempestades muito intensas e uma extensão do polo onde os ciclones atingem a intensidade [en] máxima estão entre as consequências da mudança climática induzida pelo homem. Os ciclones tropicais usam ar quente e úmido como fonte de energia ou combustível. Como a mudança climática está aquecendo as temperaturas dos oceanos, há potencialmente mais desse combustível disponível.
Entre 1979 e 2017, houve um aumento global na proporção de ciclones tropicais de categoria 3 e superior na escala Saffir-Simpson. A tendência foi mais clara no norte do Oceano Índico, Atlântico Norte e no sul do Oceano Índico [en]. No norte do Oceano Índico, especialmente no Mar da Arábia, a frequência, a duração e a intensidade dos ciclones aumentaram significativamente. Houve um aumento de 52% no número de ciclones no Mar da Arábia, enquanto o número de ciclones muito graves aumentou 150% entre 1982 e 2019. Enquanto isso, a duração total dos ciclones no Mar da Arábia aumentou em 80%, enquanto a dos ciclones muito graves aumentou em 260%. No Pacífico Norte, os ciclones tropicais têm se deslocado em direção ao polo, para águas mais frias, e não houve aumento de intensidade nesse período. Com o aquecimento da Predefinição:Convert/C-change, espera-se que uma porcentagem maior (+13%) de ciclones tropicais atinja a força das categorias 4 e 5. Um estudo de 2019 indica que a mudança climática tem impulsionado a tendência observada de rápida intensificação dos ciclones tropicais na bacia do Atlântico. Os ciclones que se intensificam rapidamente são difíceis de prever e, portanto, representam um risco adicional para as comunidades costeiras.
O ar mais quente pode reter mais vapor de água: o teor máximo teórico de vapor de água é dado pela relação Clausius-Clapeyron [en], que produz um aumento de ≈7% no vapor de água na atmosfera por aquecimento. Todos os modelos que foram avaliados em um documento de revisão de 2019 mostram um aumento futuro das taxas de precipitação. A elevação adicional do nível do mar aumentará os níveis de tempestade. É plausível que as ondas de vento extremas aumentem como consequência das mudanças nos ciclones tropicais, agravando ainda mais os perigos de tempestades para as comunidades costeiras. Prevê-se que os efeitos combinados de enchentes, tempestades e inundações terrestres (rios) aumentem devido ao aquecimento global.
Atualmente, não há consenso sobre como as mudanças climáticas afetarão a frequência geral dos ciclones tropicais. A maioria dos modelos climáticos mostra uma frequência reduzida nas projeções futuras. Por exemplo, um artigo de 2020 que comparou nove modelos climáticos de alta resolução constatou reduções robustas na frequência no sul do Oceano Índico e no hemisfério sul em geral, enquanto encontrou sinais mistos para os ciclones tropicais do hemisfério norte. As observações mostraram pouca mudança na frequência geral de ciclones tropicais em todo o mundo, com aumento da frequência no Atlântico Norte e no Pacífico central, e reduções significativas no sul do Oceano Índico e no oeste do Pacífico Norte. Houve uma expansão em direção ao polo da latitude em que ocorre a intensidade máxima dos ciclones tropicais, o que pode estar associado à mudança climática. No Pacífico Norte, também pode ter havido uma expansão para o leste. Entre 1949 e 2016, houve uma desaceleração nas velocidades de translação de ciclones tropicais. Ainda não está claro até que ponto isso pode ser atribuído à mudança climática: nem todos os modelos climáticos mostram essa característica.

## Histórico
Um ciclone tropical é um sistema de tempestade de rotação rápida caracterizado por um centro de baixa pressão, uma circulação atmosférica fechada de baixo nível, ventos fortes e um arranjo em espiral de tempestades que produzem chuva forte ou rajadas de vento. A maioria desses sistemas se forma todos os anos em uma das sete bacias de ciclones tropicais, que são monitoradas por diversos serviços meteorológicos e centros de alerta.
Os fatores que determinam a atividade dos ciclones tropicais são relativamente bem compreendidos: níveis do mar mais quentes são favoráveis aos ciclones tropicais, assim como uma média troposfera instável e úmida, enquanto o cisalhamento vertical do vento os suprime. Todos esses fatores mudarão com a mudança climática, mas nem sempre fica claro qual fator predomina.
Os ciclones tropicais são conhecidos como furacões no Oceano Atlântico e no nordeste do Oceano Pacífico, tufões no noroeste do Oceano Pacífico e ciclones no sul do Pacífico ou no Oceano Índico. Basicamente, todos são o mesmo tipo de tempestade.

## Dados e modelos

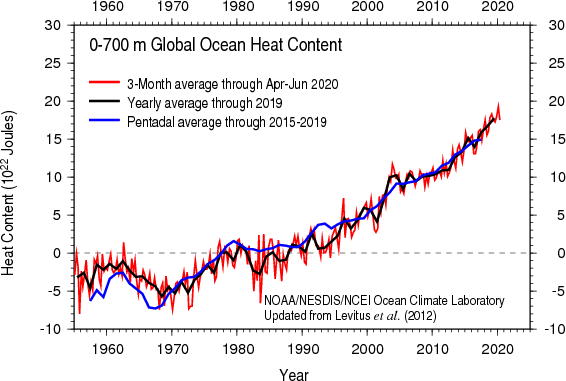
Conteúdo de calor global do oceano nos 700 m superiores do oceano

### Medição
Com base em imagens de satélite, a técnica de Dvorak é a principal técnica usada para estimar globalmente a intensidade de ciclones tropicais.
A intensidade potencial (PI) dos ciclones tropicais pode ser calculada a partir de dados observados, principalmente derivados de perfis verticais de temperatura, umidade e temperaturas da superfície do mar (SSTs). A energia potencial convectiva disponível (CAPE) foi calculada a partir de estações de radiossonda em partes dos trópicos de 1958 a 1997, mas é considerada de baixa qualidade. O Índice de Dissipação de Energia (PDI) representa a dissipação total de energia para o Atlântico Norte e o oeste do Pacífico Norte, e está fortemente correlacionado com as SSTs tropicais. Existem várias escalas de ciclones tropicais para classificar um sistema.

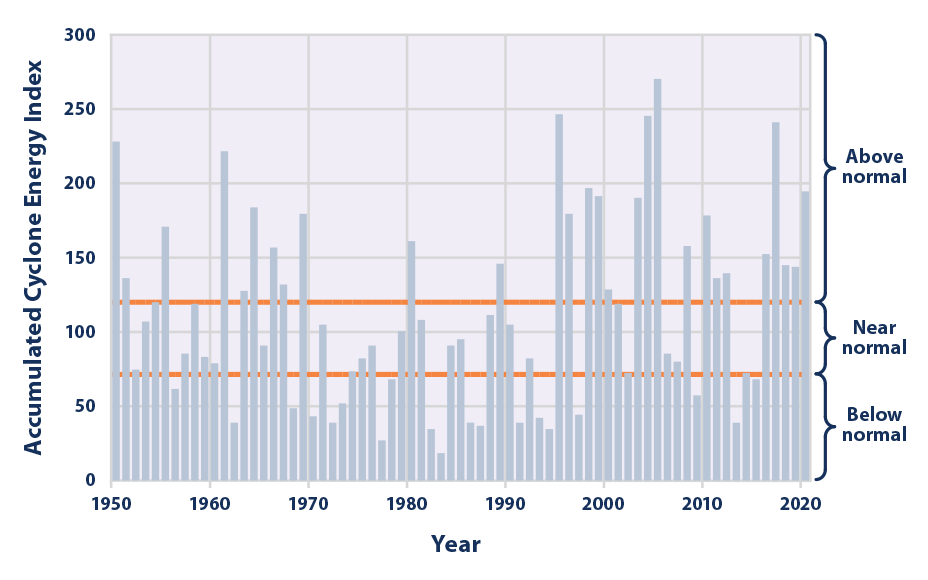
Atividade de ciclones tropicais do Atlântico Norte de acordo com o Índice de Energia Acumulada de Ciclones, 1950-2020. Para ver um gráfico ACE global, acesse este link.

### Registro histórico
Desde a era dos satélites, que começou por volta de 1970, as tendências são consideradas suficientemente sólidas no que diz respeito à conexão entre tempestades e temperaturas da superfície do mar. Existe um consenso de que houve períodos de tempestades ativas no passado mais distante, mas o Índice de Dissipação de Energia relacionado à temperatura da superfície do mar não era tão alto. A paleotempestologia [en] é a ciência da atividade de ciclones tropicais do passado por meio de proxies geológicos (sedimentos de inundação) ou registros documentais históricos, como naufrágios ou anomalias de anéis de árvores. Desde 2019, os estudos de paleoclima ainda não são suficientemente consistentes para tirar conclusões sobre regiões mais amplas, mas fornecem algumas informações úteis sobre locais específicos.

### Modelagem de ciclones tropicais
Os modelos climáticos são usados para estudar as mudanças futuras esperadas na atividade ciclônica. Os modelos climáticos de baixa resolução não podem representar a convecção diretamente e, em vez disso, usam parametrizações [en] para aproximar os processos de menor escala. Isso apresenta dificuldades para os ciclones tropicais, pois a convecção é uma parte essencial da física dos ciclones tropicais.
Os modelos globais de alta resolução e os modelos climáticos regionais podem ser mais intensivos em termos de computação, dificultando a simulação de ciclones tropicais suficientes para uma análise estatística robusta. No entanto, com os crescentes avanços tecnológicos, os modelos climáticos melhoraram a capacidade de simulação da frequência e intensidade dos ciclones tropicais.
Um desafio que os cientistas enfrentam ao modelar é determinar se as mudanças recentes nos ciclones tropicais estão associadas à força antropogênica ou se essas mudanças ainda estão dentro de sua variabilidade natural. Isso fica mais evidente ao examinar os ciclones tropicais em resoluções temporais mais longas. Um estudo constatou uma tendência de diminuição das tempestades tropicais ao longo da costa leste da Austrália em um registro histórico de um século.

## Mudanças nos ciclones tropicais

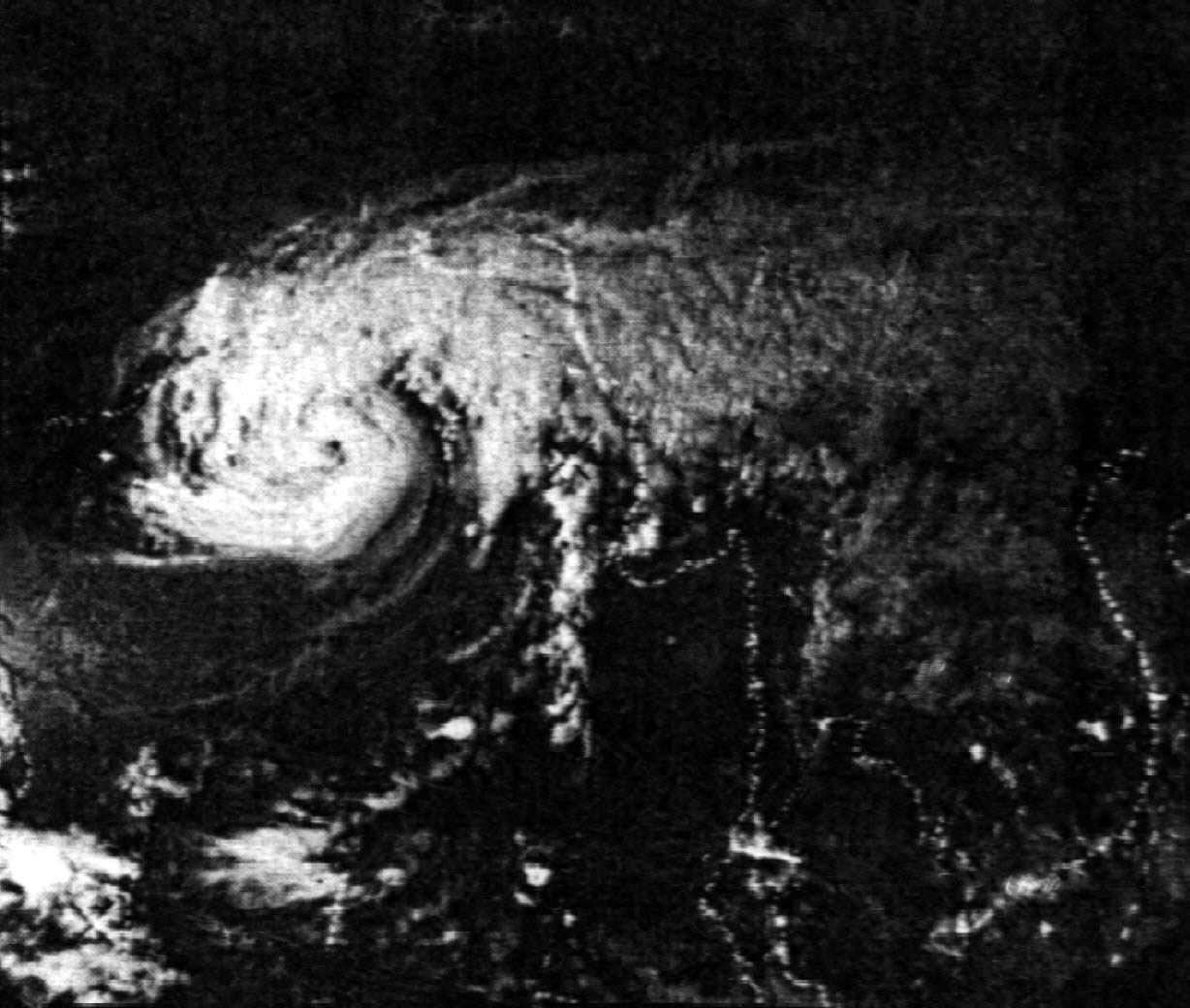
Cyclone Bhola em 1970 Antes de atingir a terra. Tornou-se o ciclone tropical mais mortal já registrado, com mais de 300.000 vítimas.

A mudança climática pode afetar os ciclones tropicais de várias maneiras: a intensificação da precipitação e da velocidade do vento, a diminuição da frequência geral, o aumento da frequência de tempestades muito intensas e a extensão do polo onde os ciclones atingem a intensidade máxima estão entre as possíveis consequências da mudança climática induzida pelo homem.

### Chuvas
O ar mais quente pode reter mais vapor de água: o teor máximo teórico de vapor de água é dado pela relação Clausius-Clapeyron, que produz um aumento de ≈7% no vapor de água na atmosfera por aquecimento de 1 °C. Todos os modelos que foram avaliados em um documento de revisão de 2019 mostram um aumento futuro das taxas de precipitação, que é a chuva que cai por hora. A Organização Meteorológica Mundial declarou em 2017 que a quantidade de precipitação do furacão Harvey muito provavelmente havia aumentado devido às mudanças climáticas.
A área de precipitação de um ciclone tropical (em contraste com a taxa de chuva) é controlada principalmente pela temperatura da superfície do mar (SST) em seu ambiente — em relação à média tropical de SST, chamada de temperatura relativa da superfície do mar. À medida que a SST relativa aumenta, a área de precipitação se expande para fora, acompanhada pela expansão do campo de ventos da tempestade. Os maiores ciclones tropicais são observados na região tropical do oeste do Pacífico Norte, onde se encontram os maiores valores de SST relativa e umidade relativa na média troposfera. Supondo que as temperaturas oceânicas aumentem de maneira uniforme, um clima em aquecimento provavelmente não afetará a área de precipitação.

### Intensidade
Os ciclones tropicais utilizam ar quente e úmido como sua fonte de energia ou "combustível". Como as mudanças climáticas estão aquecendo as temperaturas oceânicas, potencialmente há mais desse combustível disponível. Um estudo publicado em 2012 sugere que a temperatura da superfície do mar (SST) pode ser um indicador útil para medir a intensidade potencial (PI) dos ciclones tropicais, já que eles são sensíveis às temperaturas das bacias oceânicas. Entre 1979 e 2017, houve um aumento global na proporção de ciclones tropicais de Categoria 3 ou superior na escala Saffir-Simpson, ou seja, ciclones com ventos superiores a 178 km/h . Essa tendência foi mais evidente no Atlântico Norte e no Oceano Índico Sul. No Pacífico Norte, os ciclones tropicais têm se deslocado para latitudes mais altas, em direção a águas mais frias, e não houve aumento na intensidade durante esse período. Com um aquecimento global de 2 °C, espera-se que uma porcentagem maior (+13%) dos ciclones tropicais atinja as categorias 4 e 5. Um estudo sobre as tempestades de 2020 com intensidade mínima de tempestade tropical concluiu que as mudanças climáticas induzidas pelo homem aumentaram as taxas extremas de precipitação em períodos de 3 horas em 10% e os totais acumulados de chuva em períodos de 3 dias em 5%. Para tempestades de força equivalente a furacões, esses valores aumentaram para 11% e 8%, respectivamente.
As mudanças climáticas provavelmente têm sido o principal fator por trás da tendência observada de intensificação rápida dos ciclones tropicais na bacia do Atlântico, com a proporção de tempestades que passam por esse processo quase dobrando entre 1982 e 2009. Os ciclones que se intensificam rapidamente são difíceis de prever e representam um risco adicional para as comunidades costeiras. Além disso, as tempestades começaram a se dissipar mais lentamente após atingirem o continente, ameaçando áreas mais distantes do litoral do que no passado. A temporada de furacões no Atlântico de 2020 foi excepcionalmente ativa, quebrando vários recordes de frequência e intensidade das tempestades.

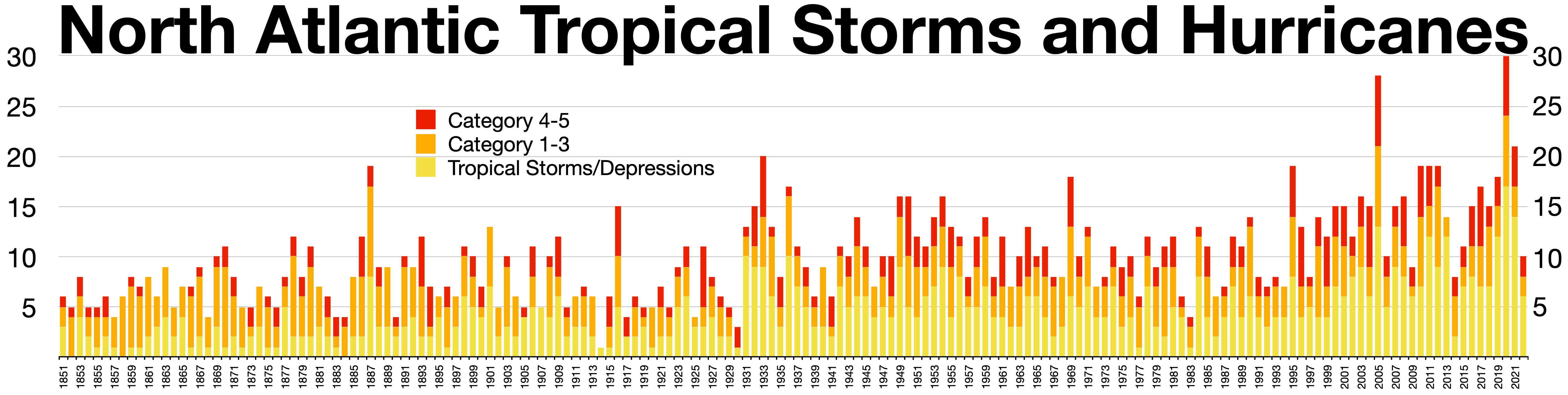
Tempestades tropicais e furacões no Atlântico Norte
Categoria de furacão 4–5
Categoria de furacão 1–3
Tempestade tropical ou Depressão tropical

### Frequência
Não há consenso sobre como as mudanças climáticas afetarão a frequência geral dos ciclones tropicais. A maioria dos modelos climáticos mostram uma diminuição na frequência nas projeções futuras. Por exemplo, um estudo de 2020 que comparou nove modelos climáticos de alta resolução encontrou uma diminuição robusta na frequência no Oceano Índico Sul e no Hemisfério Sul de maneira geral, enquanto os sinais para ciclones tropicais no Hemisfério Norte foram mistos. As observações mostraram pouca mudança na frequência geral de ciclones tropicais em todo o mundo.
Um estudo publicado em 2015 concluiu que haveria mais ciclones tropicais em um clima mais frio, e que a gênese de ciclones tropicais é possível com temperaturas da superfície do mar abaixo de 26 °C (79 °F). Com temperaturas mais altas da superfície do mar, especialmente no Hemisfério Sul, em conjunto com níveis aumentados de dióxido de carbono, é provável que a frequência de ciclones tropicais seja reduzida no futuro.
Pesquisas conduzidas por Murakami et al. após a temporada de furacões de 2015 no Pacífico oriental e central, onde ocorreu um número recorde de ciclones tropicais e três furacões simultâneos de categoria 4, concluem que a forçagem dos gases de efeito estufa intensifica o aquecimento subtropical do Pacífico, o que, segundo suas projeções, aumentará a frequência de ciclones tropicais extremamente ativos nesta área.

### Trajetórias de tempestades
Houve uma expansão para latitudes mais altas da região onde ocorre a intensidade máxima dos ciclones tropicais, o que pode estar associado às mudanças climáticas. No Pacífico Norte, também pode haver uma expansão para leste. Entre 1949 e 2016, houve uma desaceleração nas velocidades de translação dos ciclones tropicais. Ainda não está claro até que ponto isso pode ser atribuído às mudanças climáticas: os modelos climáticos não mostram todos essa característica.

### Subidas de tempestades e riscos de inundação
O aumento adicional do nível do mar elevará os níveis da subida de tempestades. É plausível que as ondas de vento extremas aumentem como consequência das mudanças nos ciclones tropicais, agravando ainda mais os perigos da subida de tempestades para as comunidades costeiras. Entre 1923 e 2008, os incidentes de subida de tempestades ao longo da costa atlântica dos EUA mostraram uma tendência positiva. Um estudo de 2017 analisou os efeitos combinados das inundações, subida de tempestades e inundações terrestres (rios), e projetou um aumento devido às mudanças climáticas. No entanto, os cientistas ainda não têm certeza se os aumentos recentes das subidas de tempestades são uma resposta às mudanças climáticas antropogênicas.

## Ciclones tropicais em diferentes bacias

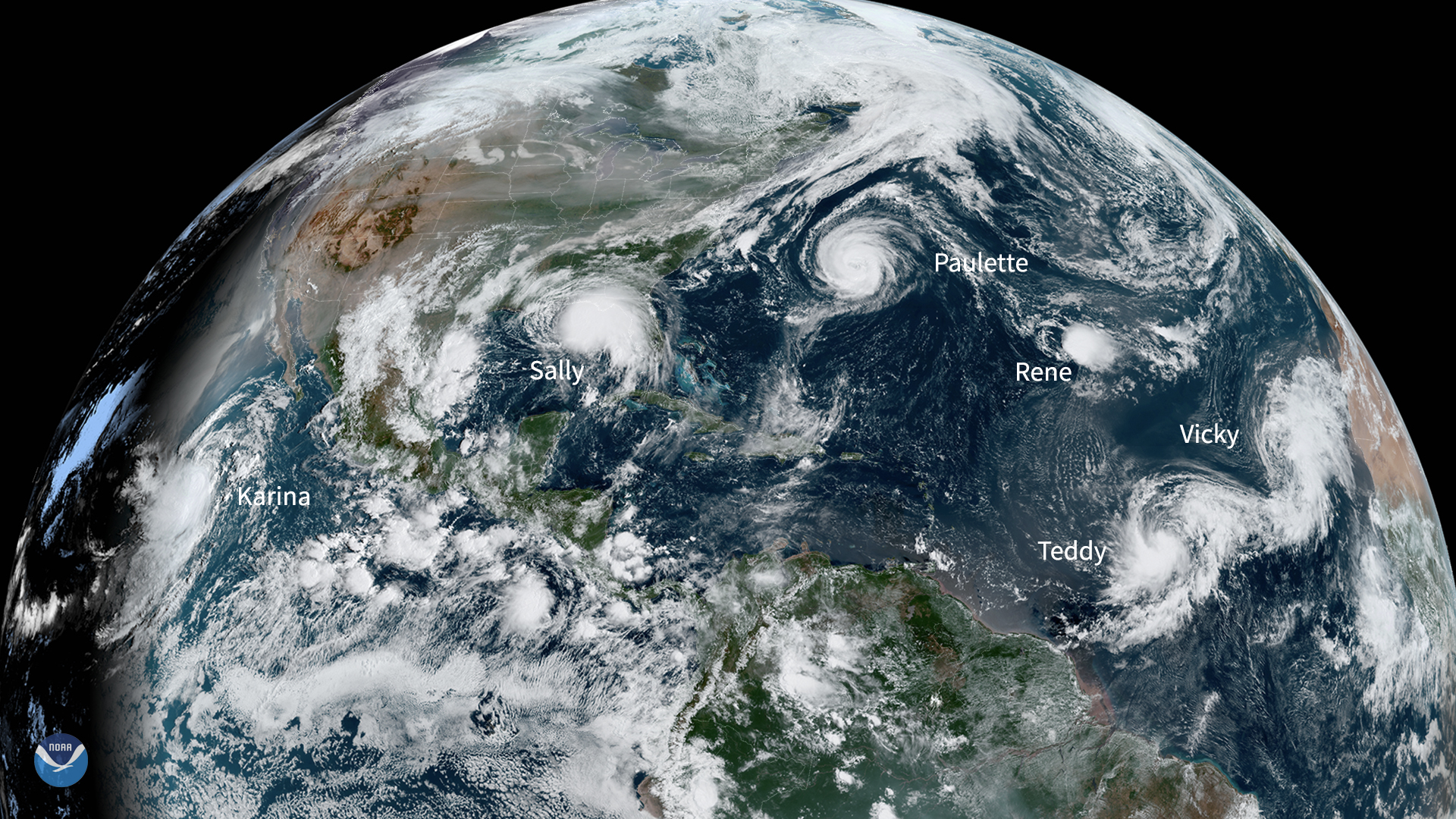
Seis ciclones tropicais giram sobre duas bacias em 16 de setembro de 2020.

### Furacões
Estudos realizados em 2008 e 2016 analisaram a duração da temporada de furacões no Atlântico e descobriram que ela pode estar ficando mais longa, especialmente ao sul de 30°N e a leste de 75°W, ou a tendência de mais tempestades no início e no final da temporada, correlacionada ao aquecimento das temperaturas da superfície do mar. No entanto, a incerteza ainda é alta, e um estudo não encontrou tendência, enquanto outro obteve resultados mistos.
Um estudo de 2011 relacionou o aumento da atividade de furacões intensos no Atlântico Norte com um deslocamento para o norte e amplificação das atividades convectivas das ondas de leste africanas [en] (AEWs, na sigla em inglês). Além da intensidade do ciclone, tanto o tamanho quanto a velocidade de translação mostraram ser contribuintes substanciais para os impactos resultantes da passagem do furacão. Um estudo de 2014 investigou a resposta das AEWs a cenários de altas emissões e encontrou aumentos nos gradientes de temperatura regionais, convergência e elevação ao longo da Frente Intertropical da África, resultando no fortalecimento das ondas de leste africanas, afetando o clima sobre a África Ocidental e a bacia do Atlântico maior.
Um estudo de 2017 concluiu que a temporada de furacões altamente ativa de 2015 não podia ser atribuída apenas a um forte evento de El Niño. Em vez disso, o aquecimento subtropical foi um fator importante, uma característica mais comum como consequência das mudanças climáticas. Um estudo de 2019 descobriu que o aumento da evaporação e a maior capacidade da atmosfera de reter vapor d'água, ligados às mudanças climáticas, já aumentaram a quantidade de precipitação dos furacões Katrina, Irma e Maria em 4 a 9 por cento. Aumentos futuros de até 30% foram projetados.
Um estudo de 2018 não encontrou tendências significativas na frequência nem na intensidade dos furacões que atingem a terra nos Estados Unidos continentais desde 1900. Além disso, o crescimento das populações costeiras e da riqueza regional serviu como os principais impulsionadores dos aumentos observados nos danos relacionados a furacões.

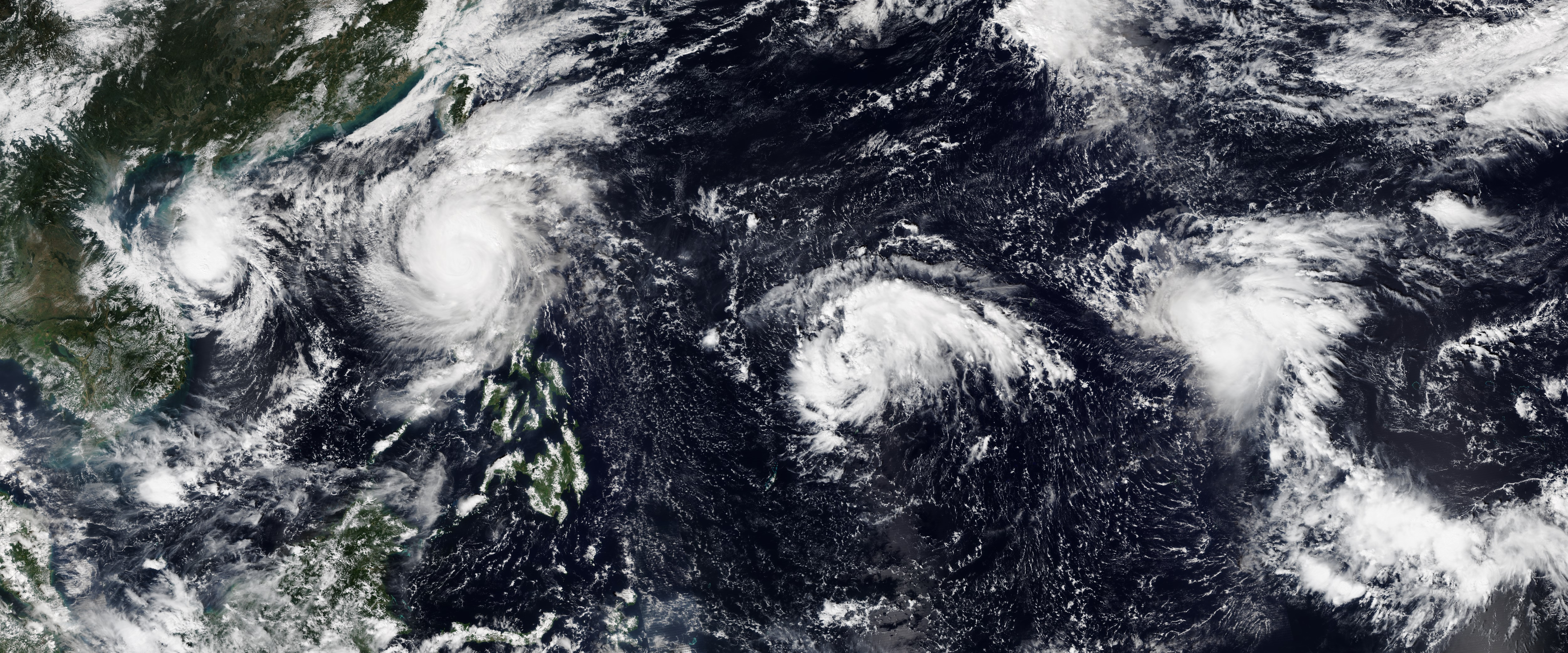
Quatro ciclones tropicais ativos simultaneamente em 11 de novembro. Da esquerda para a direita: Yinxing, en, Usagi e en, a primeira ocorrência desde 1951.

### Tufões
Pesquisas baseadas em registros do Japão e Havai indicam que os tufões no noroeste do Pacífico se intensificaram em 12–15% em média desde 1977. Os tufões mais fortes observados dobraram ou até triplicaram em algumas regiões, sendo que a intensidade de sistemas específicos de landfall é mais pronunciada. Esse aumento na intensidade das tempestades afeta as populações costeiras da China, Japão, Coreia e Filipinas, e tem sido atribuído ao aquecimento das águas oceânicas. Os autores observaram que ainda não está claro até que ponto o aquecimento global causou o aumento das temperaturas da água, mas as observações são consistentes com as projeções do IPCC para o aquecimento das temperaturas da superfície do mar. A cisalhamento vertical do vento tem mostrado tendências de diminuição na região da China, criando condições mais favoráveis para ciclones tropicais intensos. Isso ocorre principalmente em resposta ao enfraquecimento do monção de verão da Ásia Oriental [en], uma consequência do aquecimento global.

## Gestão de riscos e adaptação
Há vários riscos associados ao aumento das tempestades tropicais, como o fato de poderem causar direta ou indiretamente ferimentos ou mortes. A estratégia mais eficaz para gerenciar os riscos tem sido o desenvolvimento de sistemas de alerta precoce. Uma política adicional que ajudaria a mitigar os riscos de inundação é a reflorestação das áreas interiores, a fim de fortalecer o solo das comunidades e reduzir a inundação costeira. Também é recomendado que escolas locais, igrejas e outras infraestruturas comunitárias sejam permanentemente equipadas para se tornarem abrigos contra ciclones. Focar em aplicar recursos para o alívio imediato das pessoas afetadas pode desviar a atenção de soluções mais de longo prazo. Isso é ainda mais exacerbado em comunidades e países de baixa renda, pois são os que mais sofrem com as consequências dos ciclones tropicais.

### Região do Pacífico
Decisões nacionais e supranacionais específicas já foram tomadas e estão sendo implementadas. O Quadro para o Desenvolvimento Resiliente no Pacífico (FRDP) foi instituído para fortalecer e melhor coordenar a resposta a desastres e a adaptação às mudanças climáticas entre nações e comunidades da região. Nações específicas, como Tonga e as Ilhas Cook, no Pacífico Sul, sob este regime, desenvolveram um Plano Nacional Conjunto de Ação sobre Mudança Climática e Gestão de Riscos de Desastres (JNAP) para coordenar e executar respostas ao crescente risco das mudanças climáticas. Esses países identificaram as áreas mais vulneráveis de suas nações, geraram políticas nacionais e supranacionais a serem implementadas e estabeleceram metas específicas e prazos para atingi-las. As ações a serem implementadas incluem reflorestamento, construção de diques e barragens, criação de sistemas de alerta precoce, reforço da infraestrutura de comunicação existente, busca por novas fontes de água doce, promoção e subsídio à proliferação de energias renováveis, aprimoramento de técnicas de irrigação para promover a agricultura sustentável, aumento dos esforços de educação pública sobre medidas sustentáveis e lobby internacional para o maior uso de fontes de energia renováveis.

### Estados Unidos

O número de furacões no Atlântico com prejuízos de US$ 1 bilhão quase dobrou entre as décadas de 1980 e 2010, e os custos ajustados pela inflação aumentaram mais de onze vezes. Os aumentos foram atribuídos às mudanças climáticas e ao maior número de pessoas se mudando para áreas costeiras.

Nos Estados Unidos [en], diversas iniciativas foram adotadas para melhor se preparar para o fortalecimento dos furacões, como a preparação de abrigos de emergência locais, a construção de dunas de areia e diques, além de iniciativas de reflorestamento. Apesar das melhorias na modelagem dos furacões, os danos materiais aumentaram drasticamente. O Programa Nacional de Seguro contra Inundações [en] incentiva a reconstrução de casas em áreas propensas a enchentes, dificultando a adaptação ao aumento do risco de furacões e à elevação do nível do mar. Devido ao cisalhamento do vento e à maré de tempestade, edificações com estruturas frágeis estão mais suscetíveis a danos. A avaliação de risco por meio de modelos climáticos auxilia na determinação da integridade estrutural de residências em áreas propensas a furacões.
Alguns ecossistemas, como pântanos, manguezais e recifes de corais, podem servir como barreiras naturais contra a erosão costeira, marés de tempestade e danos causados pelos ventos de furacões. Esses habitats naturais são considerados mais econômicos, pois atuam como sumidouros de carbono e apoiam a biodiversidade da região. Embora haja evidências substanciais de que os habitats naturais são barreiras mais eficazes contra ciclones tropicais, as defesas construídas ainda são a solução principal adotada por agências governamentais e tomadores de decisão. Um estudo publicado em 2015, que avaliou a viabilidade de mitigação de riscos naturais, estruturais e híbridos contra ciclones tropicais em Freeport, Texas, concluiu que a incorporação de ecossistemas naturais nos planos de mitigação de risco pode reduzir os níveis de inundação e diminuir os custos das defesas construídas no futuro.

## Mídia e percepção pública
A destruição causada por furacões do Oceano Atlântico no início do século XXI, como os furacões Katrina, Wilma e Sandy, gerou um aumento significativo do interesse da mídia e do público em geral sobre a relação entre mudanças climáticas e furacões, além de preocupações sobre o papel das mudanças climáticas globais nesses eventos. Pesquisas realizadas em 2005 e 2017 com populações afetadas por furacões concluíram que, em 2005, 39% dos americanos acreditavam que as mudanças climáticas contribuíram para a intensificação dos furacões, percentual que subiu para 55% em setembro de 2017.
Após o Tufão Meranti em 2016, não foi constatado um aumento na percepção de risco na China. No entanto, houve um aumento claro no apoio a ações pessoais e comunitárias contra as mudanças climáticas. Em Taiwan, pessoas que vivenciaram um tufão não demonstraram maior ansiedade em relação às mudanças climáticas. A pesquisa, porém, identificou uma correlação positiva entre a ansiedade em relação aos tufões e a preocupação com as mudanças climáticas.